# Teofil Kałużniacki
Teofil Kałużniacki, ukr. Теофіль Калужняцький (ur. w 1841, zm. 1 listopada 1901 w Zagórzu) – ksiądz greckokatolicki, dziekan olchowiecki.
Absolwent Wydziału Teologicznego Uniwersytetu Lwowskiego. Wyświęcony w 1866. W latach 1866–1873 wikary w Terszowie, w 1873 administrator parafii w Starym Samborze, w latach 1873-1875 administrator parafii w Zagórzu koło Rudek.
W latach 1875–1879 proboszcz w Chliplach, 1879-1884 w Barańczycach, 1884-1901 w Zagórzu. W latach 1896–1901 dziekan dekanatu olchowieckiego.
Był członkiem Rady c. k. powiatu sanockiego. Od lutego 1897 do końca życia pełnił funkcję zastępcy marszałka (prezesa).
W trakcie IX kadencji austriackiej Rady Państwa (1897-1900) w 1899 ubiegał się w wyborach uzupełniających po zmarłym Józefie Wiktorze.